# Harold Prince
Harold Smith "Hal" Prince (Nova York, 30 de gener de 1928 - Reykjavík, 31 de juliol de 2019) fou un productor i director associat amb diversos dels musicals més coneguts de Broadway de la segona meitat del segle xx. Va guanyar 21 Premis Tony, més que ningú altre, incloent-hi 8 com a Millor Direcció de Musical, 8 com a productor del Millor Musical de l'any, dos com a Millor Productor del musical i 3 premis especials.

## Biografia

### Inicis
Prince va néixer a Nova York, fill de Milton A. Prince, un agent de borsa, i Blanche Stern. Ingressà als 16 anys a la universitat de Pennsilvània, on estudià arts lliberals i es graduà 3 anys després. Serví durant dos anys a l'exèrcit a l'Alemanya de la postguerra.

### Carrera
Prince començà a treballar al teatre com a assistent del director d'escena pel productor i director George Abbott. Conjuntament amb Abbot, co-produí The Pajama Game, amb el que guanyà el Premi Tony al Millor Musical el 1955. A partir d'ací començà a dirigir les seves pròpies produccions, començant el 1962 amb A Family Affair.
Gairebé abandonà el teatre musical abans de l'èxit de Cabaret el 1966. El 1970 marcà l'inici de la seva gran col·laboració amb l'autor Stephen Sondheim. Anteriorment havien treballat conjuntament a West Side Story, i en aquest moment decidiren embarcar-se en els seus propis projectes. La seva associació produí una llarga sèrie de produccions, incloent-hi Company (1970), Follies (1971), A Little Night Music (1973), Pacific Overtures (1976), i Sweeney Todd: The Demon Barber of Fleet Street (1979). Després de Merrily We Roll Along (1981), que no va tenir èxit, se separaren fins Bounce (2003).
Prince ha dirigit òperes, incloent-hi Ashmedai, Willie Stark, Madame Butterfly i un revival de Candide. El 1983 dirigí Turandot per a l'òpera de Viena, amb direcció musical de Lorin Maazel i protagonitzada per Josep Carreras i Éva Marton.
Va dirigir dos dels èxits d'Andrew Lloyd Webber: Evita i The Phantom of the Opera. S'oferí per dirigir Cats, però Lloyd Webber ho rebutjà.
Malgrat haver creat diversos musicals molt populars durant les dècades de 1970 i 80, tingué el seu primer fracàs amb Sondheim amb Merrily We Roll Along el 1981. Començà a treballar amb un nou musical, A Doll's Life, amb els lletristes Betty Comden i Adolph Green, seguint A Doll's House, de Henrik Ibsen, però resultà un fracàs. Altres musicals sense èxit van ser Roza i Grind. A partir d'aquell punt Prince deixà de produir i de dirigir car el procés de finançar un espectacle havia esdevingut quelcom molt difícil.
Prince va ser la inspiració pel personatge de "John Lithgow" a la pel·lícula All That Jazz, de Bob Fosse. També és la base d'un personatge a la novela de Richard Bissell, Say, Darling.
Harold Prince presidia el National Institute for Musical Theater. El 2000 va rebre la Medalla Nacional de les Arts.
El 2006, Prince va rebre un Premi Tony Especial per la seva carrera i les seves fites al yeayte.
El 2010 Prince dirigí juntament amb Susan Stroman el nou musical Paradise Found. El musical usa la música de Johann Strauss II, adaptada per Jonathan Tunick amb lletres d'Ellen Fitzhugh. El llibret és de Richard Nelson, basat en la novel·la The Tale of the 1002nd Night de Joseph Roth. S'estrenà a la Menier Chocolate Factory de Londres el 19 de maig de 2010, protagonitzat per Mandy Patinkin.

## Carrera

### Produccions teatrals
- Tickets, Please! (1950) - assistent del director d'escena
- Call Me Madam (1950) - assistent del director d'escena
- Wonderful Town (1953) - director d'escena
- The Pajama Game (1954) - co-productor
- Damn Yankees (1955) - co-productor
- New Girl in Town (1957) - co-productor
- West Side Story (1957) - co-productor
- Fiorello! (1959) - co-productor
- West Side Story (1960) - co-productor
- Tenderloin (1960) - co-productor
- A Call on Kuprin (1961) - productor
- Take Her, She's Mine (1961) - productor
- A Family Affair (1962) - director
- Golfus de Roma (1962) - productor
- She Loves Me (1963) - productor, director
- Fiddler on the Roof (1964) - productor
- Baker Street (1964) - director
- Flora, The Red Menace (1965) - productor
- It's a Bird...It's a Plane...It's Superman (1966) - productor, director
- Cabaret (1966) - productor, director
- Zorba (1968) - productor, director
- Company (1970) - productor, director
- Follies (1971) - productor, director
- The Great God Brown (1972) - director artístic
- Don Juan (1972) - director artístic
- A Little Night Music (1973) - director, productor
- Sondheim: A Musical Tribute (1973) - intèrpret
- The Visit (1973) - director
- Chemin de Fer (1973) - director artístic
- Holiday (1973- director artístic
- Candide (1974) - productor, director
- Love for Love (1974) - director
- The Member of the Wedding (1975) - director artístic
- The Rules of the Game (1974) - director artístic
- Pacific Overtures (1976) - productor, director
- Side by Side by Sondheim (1977) - productor
- Some of My Best Friends (1977) - director
- On the Twentieth Century (1978) - director
- Sweeney Todd (1979) - director
- Evita (1979) - director
- Merrily We Roll Along (1981) - director
- Willie Stark (1981) - director
- A Doll's Life (1982) - productor, director
- Play Memory (1984) - director
- Grind (1985) - productor
- The Phantom of the Opera (1986) - director
- Roza (musical) (1987) - director
- Cabaret (1987) - director
- Grandchild Of Kings (1991) - adaptació (a partir de contes de Sean O'Casey) director
- Kiss of the Spider Woman (1993) - director
- Show Boat (1994) - director
- The Petrified Prince (1994) - director
- Whistle Down the Wind (1996)
- Candide (1997) - director
- Parade (1998) - director, co-conceiver
- 3hree (2000) - supervisor, director (The Flight of the Lawnchair Man)
- Hollywood Arms (2002) - productor, director
- Bounce (2003) - director
- LoveMusik (2007) - director

### Filmografia
- Something for Everyone (1970) - director
- Melodia nocturna (A Little Night Music) (1977) - director

## Premis i nominacions
| Any  | Espectacle                                     | Premi                                                | Resultat  |
| ---- | ---------------------------------------------- | ---------------------------------------------------- | --------- |
| 1955 | The Pajama Game                                | Premi Tony al Millor Musical                         | GUANYADOR |
| 1956 | Damn Yankees                                   | Premi Tony al Millor Musical                         | GUANYADOR |
| 1958 | New Girl in Town                               | Premi Tony al Millor Musical                         | nominat   |
| 1958 | West Side Story                                | Premi Tony al Millor Musical                         | nominat   |
| 1960 | Fiorello!                                      | Premi Tony al Millor Musical                         | GUANYADOR |
| 1960 | Golfus de Roma                                 | Premi Tony al Millor Musical                         | GUANYADOR |
| 1960 | Golfus de Roma                                 | Premi Tony al Millor Productor de Musical            | GUANYADOR |
| 1964 | She Loves Me                                   | Premi Tony al Millor Musical                         | nominat   |
| 1964 | Premi Tony al Millor Director (musical)        | nominat                                              |           |
| 1964 | Premi Tony al Millor Productor de Musical      | nominat                                              |           |
| 1965 | Fiddler on the Roof                            | Premi Tony al Millor Musical                         | GUANYADOR |
| 1965 | Premi Tony al Millor Productor de Musical      | GUANYADOR                                            |           |
| 1967 | Cabaret                                        | Premi Tony al Millor Musical                         | GUANYADOR |
| 1967 | Premi Tony a la Millor Direcció de Musical     | GUANYADOR                                            |           |
| 1969 | Zorba                                          | Premi Tony al Millor Musical                         | nominat   |
| 1969 | Premi Tony a la Millor Direcció de Musical     | nominat                                              |           |
| 1970 | Company                                        | Premi Drama Desk al Director Més Destacat            | GUANYADOR |
| 1971 | Company                                        | Premi Tony a la Millor Direcció de Musical           | GUANYADOR |
| 1971 | Company                                        | Premi Tony al Millor Musical                         | GUANYADOR |
| 1971 | Follies                                        | Premi Drama Desk al Director Més Destacat            | GUANYADOR |
| 1972 | Follies                                        | Premi Tony al Millor Musical                         | nominat   |
| 1972 | Follies                                        | Premi Tony a la Millor Direcció de Musical           | GUANYADOR |
| 1972 | Fiddler on the Roof                            | Premi Tony Especial                                  | GUANYADOR |
| 1973 | A Little Night Music                           | Premi Drama Desk al Director Més Destacat            | GUANYADOR |
| 1973 | A Little Night Music                           | Premi Tony al Millor Musical                         | GUANYADOR |
| 1973 | A Little Night Music                           | Premi Tony a la Millor Direcció de Musical           | nominat   |
| 1973 | The Great God Brown                            | Premi Drama Desk al Director Més Destacat            | GUANYADOR |
| 1974 | Candide                                        | Premi Tony Especial                                  | GUANYADOR |
| 1974 | Candide                                        | Premi Tony a la Millor Direcció de Musical           | GUANYADOR |
| 1974 | Candide                                        | Premi Drama Desk al Director Més Destacat            | GUANYADOR |
| 1974 | The Visit                                      | Premi Drama Desk al Director Més Destacat            | GUANYADOR |
| 1976 | Pacific Overtures                              | Premi Drama Desk al Director Més Destacat de Musical | nominat   |
| 1976 | Pacific Overtures                              | Premi Drama Desk al Llibret de Musical Més Destacat  | nominat   |
| 1976 | Pacific Overtures                              | Premi Tony a la Millor Direcció de Musical           | nominat   |
| 1976 | Pacific Overtures                              | Premi Tony al Millor Musical                         | nominat   |
| 1977 | Side by Side by Sondheim                       | Premi Drama Desk per l'Experiència Teatral Única     | nominat   |
| 1977 | Side by Side by Sondheim                       | Premi Tony al Millor Musical                         | nominat   |
| 1978 | On the Twentieth Century                       | Premi Tony a la Millor Direcció de Musical           | nominat   |
| 1978 | Sweeney Todd: The Demon Barber of Fleet Street | Premi Drama Desk al Director de Musical Més Destacat | GUANYADOR |
| 1978 | Sweeney Todd: The Demon Barber of Fleet Street | Premi Tony a la Millor Direcció de Musical           | GUANYADOR |
| 1980 | Evita                                          | Premi Drama Desk al Director de Musical Més Destacat | GUANYADOR |
| 1980 | Evita                                          | Premi Tony a la Millor Direcció de Musical           | GUANYADOR |
| 1985 | Evita                                          | Premi Tony al Millor Musical                         | nominat   |
| 1985 | Evita                                          | Premi Tony a la Millor Direcció de Musical           | nominat   |
| 1988 | Cabaret                                        | Premi Drama Desk al Director de Musical Més Destacat | nominat   |
| 1988 | The Phantom of the Opera                       | Premi Drama Desk al Director de Musical Més Destacat | GUANYADOR |
| 1988 | The Phantom of the Opera                       | Premi Tony a la Millor Direcció de Musical           | GUANYADOR |
| 1993 | Kiss of the Spider Woman                       | Premi Tony a la Millor Direcció de Musical           | nominat   |
| 1995 | Show Boat                                      | Premi Drama Desk al Director de Musical Més Destacat | GUANYADOR |
| 1995 | Show Boat                                      | Premi Tony a la Millor Direcció de Musical           | GUANYADOR |
| 1999 | Parade                                         | Premi Drama Desk al Director de Musical Més Destacat | nominat   |
| 1999 | Parade                                         | Premi Tony a la Millor Direcció de Musical           | nominat   |
| 2006 | A la Trajectòria                               | Premi Tony Especial                                  | GUANYADOR |
| 2007 | LoveMusik                                      | Premi Drama Desk al Director de Musical Més Destacat | nominat   |